# Ernst-Ulrich Blaudow
Ernst-Ulrich Blaudow (9 de Novembro de 1914 - 8 de Abril de 1945) foi um comandante de U-Boot que serviu na Kriegsmarine durante a Segunda Guerra Mundial.